# Estat Hel·lènic (1941-1944)
L'Estat Hel·lènic (1941-1944) (grec: Ελληνική Πολιτεία, Elliniki Politeia, també traduït com a Estat Grec) fou el govern col·laboracionista de Grècia durant l'ocupació del país per les Potències de l'Eix en la Segona Guerra Mundial.

## Història
Després de la derrota de Grècia, el General Georgios Tsolakoglou fou nomenat Primer ministre del nou govern de Grècia el 30 d'abril de 1941. Com el rei Jordi II de Grècia s'havia escapat del país amb el govern grec en exili, el nou règim evità tota referència al Monarquia grega i emprà "Estat Hel·lènci" com al nom gèneric oficial del país. El règim col·laboracionista mancava una definició política precisa, malgrat que Tsolakoglou, un oficial republicanista, considerà l'ocupació de les Potències de l'Eix una oportunitat per a abolir la monarquia i anuncià la seua fi quan prengué el càrrec.
L'Estat Hel·lènic mancava les infraestructures i la latitud per a actuar per a encarar les grans dificultats del període d'ocupació; també li faltava tota legitimació política i era considerada àmpliament un govern titella. Tsolakoglou demanava més drets polítics per al seu govern, i prompte va amenaçar en resignar.
El govern col·laboracionista grec deixà d'existir després de la retirada de les forces alemanyes i l'alliberament del país l'octubre de 1944. Tsolakoglou, Logothetopoulos (a Alemanya, on havia escapat) i Rallis foren tots arrestats, junt a centenars de col·laboracionistes. El govern restaurat establí els anomenats Judicis dels Col·laboracionistes (I Diki ton Dosilogon) per a jutjar els col·laboradors, però no va fer els esforços importants que havia anunciat per a castigar els col·laboradors: açò contribuí a l'escalada de les enemistats polítiques a Grècia, que alhora van jugar part en l'esclat de la Guerra civil grega.